# Brandstofmeter
Een brandstofmeter (of benzinemeter) is een instrument dat het niveau van de brandstof in een tank aangeeft. De meest bekende toepassing is in auto's, maar brandstofmeter worden ook gebruikt bij bijvoorbeeld ondergrondse opslagtanks.
Een brandstofmeter in auto's, bestaat de meter uit twee delen:
- de detectie-eenheid
- de indicator

De detectie-eenheid maakt gebruik van meestal een vlotter verbonden met een potentiometer. Als de tank leegraakt, daalt de vlotter langs een weerstand, waardoor de weerstand wordt verhoogd. Op een bepaald niveau zal de "tank leeg"-indicator oplichten.
Het tweede onderdeel, de indicator-eenheid, is meestal gemonteerd op het dashboard. Aan de hand van de spanning geeft de meter een waarde aan. Wanneer de tank vol is en er maximale spanning is, wijst de naald naar F(ull), wat duidt op een volle tank. Wanneer de tank leeg is en de minste spanning wordt waargenomen, wijst de naald naar E(mpty) wat duidt op een lege tank. Een digitale aanwijzing in de vorm van kleine blokjes is ook mogelijk.